# 미스터 대회

## 국제 남자 미인대회 목록
| 맨헌트 인터내셔널               | 미스터 월드                | 미스터 인터내셔널             | 미스터 글로벌                   | 미스터 수프라내셔널               | 맨 오브 더 월드                | 미스터 그랜드                   |
| 미스터 유니버스 모델            | 미스터 투어리즘 월드       | 미스터 모델 인터내셔널        | 맨 오브 더 이어                 | 미스터 프렌드십                   | 미스터 코스모                  | 미스터 내셔널 유니버스          |
| ------------------------------- | -------------------------- | ----------------------------- | ------------------------------- | --------------------------------- | ------------------------------ | ------------------------------- |
| 미스터 유니버설 앰배서더        | 맨 오브 더 어스            | 더 미스터 유니버스            | 미스터 오션                     | 미스터 모델 월드와이드            | 카바예로 유니버설              | 미스터 아시아 퍼시픽 인터내셔널 |
| 미스터 유니버스 투어리즘        | 미스터 틴 코스모 (라틴)    | 미스터 틴 투어리즘            | 미스터 코스모 인터내셔널 (라틴) | 미스터 유니버셜                   | 킹 오브 더 유니버스            | 미스터 어스                     |
| 미스터 참                       | 미스터 알티튜드 월드       | 맨 핫 스타 인터내셔널         | 미스터 코스모폴리탄             | 미스터 투어리즘 앤 컬쳐 유니버스  | 미스터 랜드스케이프 인터내셔널 | 미스터 피트니스 슈퍼모델 월드   |
| 미스터 글로브                   | 글로벌 아시안 모델         | 엘리트 모델 룩 인터내셔널     | 페이스 오브 아시아              | 더 룩 오브 더 이어                | 미스터 글램 인터내셔널         | 미스터 글로벌 틴                |
| 미스터 그랜드 인터내셔널 (라틴) | 미스터 어스 인터내셔널     | 미스터 어스 인터내셔널 (라틴) | 미스터 유나이티드 컨티넨츠      | 미스터 아시아                     | 미스터 인터콘티넨탈            | 그레이트 맨 오브 더 유니버스    |
| 미스터 모델 오브 더 월드        | 맨 인터내셔널              | 맨 오브 더 유니버스           | 맨 오브 더 글로브 인터내셔널    | 미스터 투어리즘 글로브            | 베스트 모델 오브 더 월드       | 미스터 런웨이 모델 유니버스     |
| 미스터 셀러브리티 인터내셔널    | 미스터 유니버스            | 맨 오브 네이션스              | 미스터 틴 월드                  | 미스터 틴 인터내셔널              | 미스터 틴 어스                 | 미스터 영 인터내셔널            |
| 더 미스터 오건이제이션          | 미스터 글로브 인터내셔널   | 미스터 패션 모델              | 젠틀맨 오브 더 월드             | 미스터 모델 오브 더 유니버스      | 미스터 보떼 인터내셔널         | 더 베스트 메일 모델 유니버스    |
| 미스터 월드 노블 킹             | 미스터 히스파노 아메리카   | 미스터 멀티네이션             | 미스터 에코 인터내셔널          | 미스터 판 콘티넨탈                | 미스터 그랜드 씨 월드          | 미스터 퍼시픽 유니버스          |
| 미스터 틴 알티튜드 월드         | 미스터 월드와이드          | 미스터 틴 글램 인터내셔널     | 미스터 니세코 월드              | 미스터 모델 메더터레이니언 글로벌 | 미스터 스타 인터내셔널         | 미스터 컨티넨탈 월드            |
| 미스터 유니버셜 그랜드          | 미스터 투어리즘 아시아     | 더 미스터 인터내셔널          | 미스터 이콸러티 인터내셔널      | 미스터 퍼시픽 월드                | 미스터 아시아 퍼시픽 프린스    | 클라씨 모델 인터내셔널          |
| 미스터 익셉셔널                 | 미스터 수프라 글로벌       | 미스터 투어리즘 인터내셔널    | 미스터 네이처 월드              | 미스터 그랜드 유니버스            | 미스터 유니버스 인터내셔널     | 미스터 플래닛                   |
| 미스터 다이아몬드 인터내셔널    | 미스터 슈퍼 글로브         | 미스터 워킹맨 인터내셔널      | 미스터 엘리트 인터내셔널        | 미스터 프레스티지                 | 미스터 아이콘 월드             | 미스터 쁘띠 글로벌              |
| 미스터 골든 유니버스            | 미스터 휴머니티 인터내셔널 | 미스터 헤리티지               | 미스터 리얼 유니버스            | 미스터 스타 유니버스              | 미스터 컬처 월드               | 미스터 콘티넨탈 인터내셔널      |
| 미스터 틴 글로브 인터내셔널     | 미스터 페이스 오브 더 월드 | 미스터 씨 월드                | 미스터 모델 유니버스            | 미스터 퍼시픽 유니버스            | 미스터 아시아 어워즈           | 아이 엠 모델 서치 인터내셔널    |

## 같이 보기
- 맨헌트 인터내셔널
- 미스터 월드
- 미스터 인터내셔널
- 미스터 글로벌
- 미스터 수프라내셔널
- 맨 오브 더 월드
- 미스 유니버스
- 미스 월드
- 미스 인터내셔널
- 미스 어스
- 미스 수프라내셔널
- 미스 대회